# Бертрандон де ла Брокиер
Бертрандон де ла Брокиер е бургундски благородник, шпионин и поклонник, пътешествал в Близкия изток и Балканите през 1432 – 33 г.

## Биография
Бертрандон е роден в края на 14 или началото на 15 век в херцогство Аквитания. За живота му преди 1421 г. няма данни. През тази година той става оръженосец (Ecuyer tranchant) на Филип Добрия, херцог на Бургундия. Той бързо печели доверието на херцога и е натоварен с поредица от важни мисии. През 1423 г. е удостоен с титлата „Първи оръженосец“ (premier écuyer tranchant).
Между февруари 1432 г. и лятото на 1433 г. де ла Брокиер предприема поклоническо пътуване до Светите земи, като се връща по суша през Балканите. Посрещнат е с почести в Бургундския двор, а херцогът му поверява командването на важен замък на брега на р. Шелда във Фландрия. През 1452 – 53 г. участва във войната на бургуднския херцог срещу разбунтувалия се град Гент във Фландрия. През 1457 г. представя на владетеля ръкописа на своя пътепис от поклоническото пътуване.
В един от ръкописите на неговия пътепис се съдържа приписка, според която де ла Брокиер е починал на 9 mai 1459 г. в град Лил. Погребан е в църквата Сен Пиер в града.

## Задморско пътешествие
Книгата, посветена на пътуванията му, "Задморско пътешествие (на френски: Le Voyage d'Outre-Mer), е подробно описание на политическата ситуация и практическите обичаи на различните региони, посетени от него. Де ла Брокиер написва книгата на средновековен френски по искане на Филип Добрия, херцог на Бургундия, с цел улесняването на нов кръстоносен поход.
Де ла Брокиер е един от първите европейски пътешественици, преминал през българските земи след турското завоевание (1433 г.). Той пише за желанието на българския народ да се освободи: „Всички хора на тази страна имат голямо желание да се отърват от робството, ако намерят кой да им помогне...“

### Ръкописи
Богато илюстрован ръкопис на пътеписа, съдържаш миниатюри на известния художник от ХV в. Жан льо Таверние, се съхранява във Френската национална библиотека в Париж под № MSS fr. 9087, folio 152v.

### Издания
- de La Brocquière, Bertrandon. The Travels of Bertrandon de La Brocquière, to Palestine: And His Return from Jersulem Overland to France, During the Years 1432 & 1433. Extracted and Put Into Modern French from a Manuscript in the National Library at Paris. Thomas Johnes (ed.).   Hafod, Hafod Press, 1807. Посетен на 19 март 2020. (на английски)
- de La Brocquière, Bertrandon. «Le Voyage d’Outremer de Bertrandon de la Broquière premier écuyer tranchant et conseiller de Philippe le Bon, duc de Bourgogne (1432 – 1433)». Charles Schefer (éd.). Т. 12.   Paris, Ernest Laroux, 1892. Посетен на 19 март 2020. (на френски)
- де ла Брокиер, Бертрандон. „Задморско пътешествие“.   София, Издателство на ОФ, 1968.